# بعثیسم

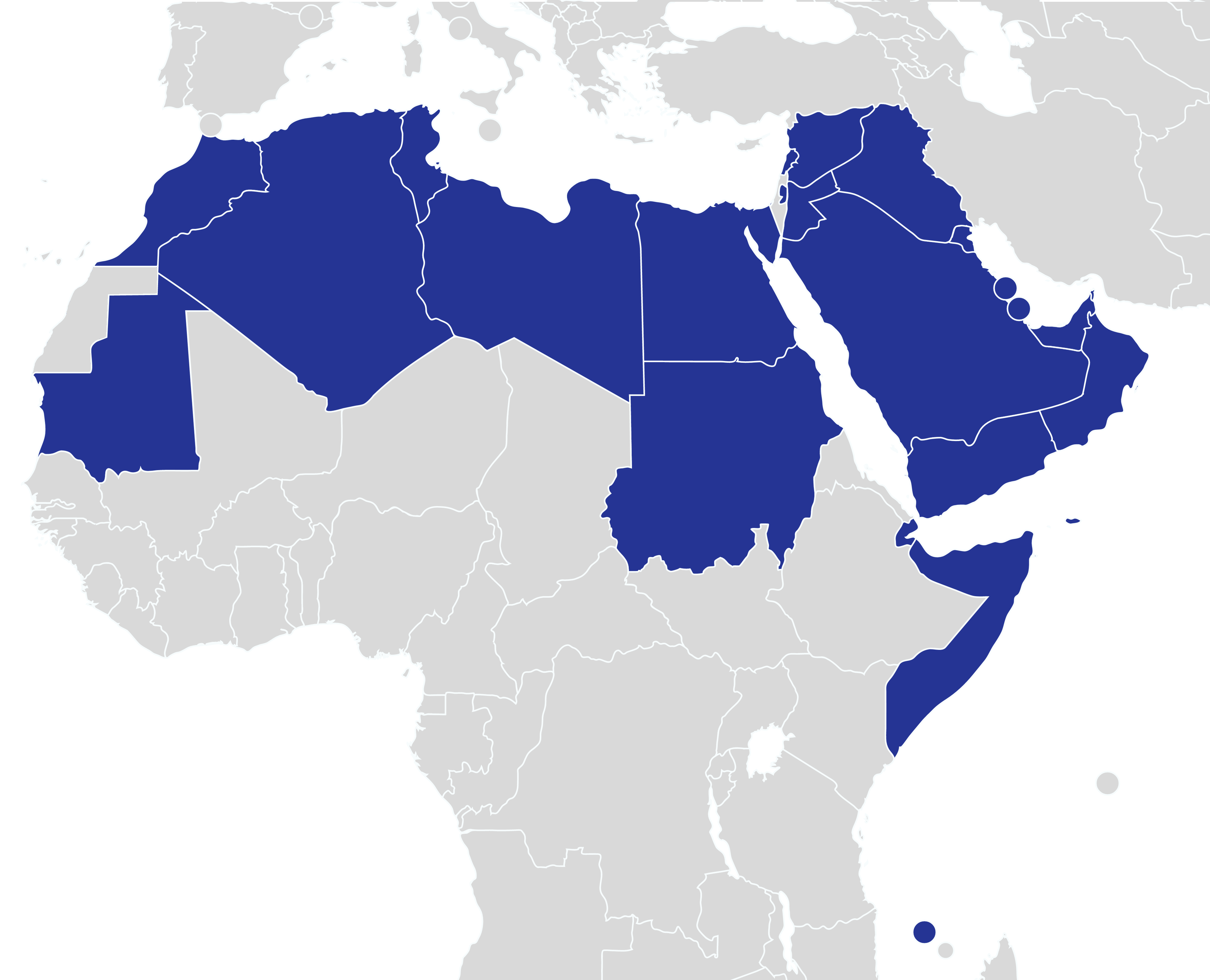
کشورهای عربی که مجموعاً به آن‌ها «جهان عرب» گفته می‌شود.

بعثیسم یا بعث‌گرایی (به عربی: الْبَعْثِيَّة)، به ایدئولوژی حزب بعث گفته می‌شود که مشوق پان‌عربیسم و ایجاد کشور واحد عربی است. به‌طور خلاصه، بعثیسم بر روی دو آرمان سوسیالیسم و ملی‌گرایی عربی تکیه دارد. گفتمان بعثیسم از درون بحرانی عمیق در جهان عرب پدید آمد که «چندپارگی اعراب»، «تسلط امپریالیسم اروپایی» و «فشار استبداد داخلی» سه ضلع این بحران را تشکیل می‌دادند. در چنین شرایطی، منطقی به نظر می‌رسید که حزب بعث گفتمان خود را پیرامون سه اصل اساسی «وحدت، آزادی، سوسیالیسم» (الوحده، الحریه، الاشتراکیه) طرح‌ریزی کند.
پس از انشقاق در حزب بعث، بعثیسم عراقی و سوری از هم فاصله گرفتند و پس از سرنگونی رژیم صدام در عراق و جنگ داخلی سوریه، این حزب در ضعیف‌ترین حالت خود قرار گرفت و درنهایت، پس از سقوط رژیم اسد در سوریه، این ایدئولوژی سیاسی به تاریخ سپرده شد. با سرنگونی رژیم صدام، برخی از بعثی‌های عراقی با گروه‌های تندرو و سلفی داخل عراق، هم‌پیمان شدند. اسناد به‌دست آمده از داعش نشان می‌دهد مغز متفکّر و اجرایی تصرف موصل، تکریت و دیگر شهرها برخی افسران پیشین ارتش بعثی عراق بودند.

## گفتمان بعثیسم
گفتمان بعثیسم بر سه اصل «وحدت عربی، آزادی و سوسیالیسم» استوار بود:
1. وحدت عربی: گفتمان بعثیسم تجلی اندیشهٔ ناسیونالیسم عربی است که چندپارگی اعراب را حاصل حاکم شدن امپریالیسم بر اعراب می‌دانست و به همین دلیل با آن ضدیت داشت. محور اصلی گفتمان بعثیسم، وحدت عربی است. اصل نخست اساسنامهٔ حزب که در ۱۹۴۷ در قهوه‌خانهٔ الرشید دمشق به تصویب رسید، چنین می‌گوید: «اعراب امتی واحد هستند. حق طبیعی این امت است که دولتی واحد داشته باشد و در تعیین مقدرات خود آزاد باشد.» بنابراین، «وطن عربی یک واحد سیاسی و اقتصادی غیرقابل تفکیک است و برای هیچ‌یک از سرزمین‌های عربی ممکن نیست که جدای از دیگران زندگی کند.» میشل عفلق اعتقاد عمیق خود به ناسیونالیسم عربی را با توصیف اعراب به عنوان «امت عربی واحدی که رسالتی جاودانه دارد.» نشان می‌دهد. در گفتمان بعثیسم، اندیشهٔ خلوص نژاد عربی یا شوونیسم قومی وجود ندارد و وحدت حاصل نوعی اندیشهٔ آرمان‌گرایانه است که برای امت عربی ویژگی‌های سترگی برمی‌شمارد.
2. آزادی: مفهوم آزادی (حریه) در گفتمان بعثی به‌هیچ‌وجه به معنای لیبرال دموکراسی نیست، بلکه بیشتر به معنای رهایی از سرکوب استعماری است. این نوع آزادی به دموکراسی نزدیک نمی‌شود؛ چرا که عفلق خود تأکید داشت که حزب بعث حداقل در تئوری و برای یک دورهٔ گذار بدون مشورت با مردم حکومت خواهد کرد. عفلق به نوعی دموکراسی درون حزبی معتقد بود؛ امّا در مورد دموکراسی همگانی اولویتی قائل نبود و تحقق آرمان‌های گفتمان بعثیسم را در گرو آن نمی‌دانست. در اندیشهٔ بنیان‌گذاران حزب بعث، زندگی تحت یوغ امپریالیسم، استعمار و دیکتاتوری غیرروشنگر (در بعثیسم دیکتاتوری روشنگر پذیرفته شده است و بلکه تجویز می‌شود) آزادی را تضعیف می‌کند و شرایطی را فراهم می‌کند که در آن اندیشه‌ها به‌جای اینکه از پایین، یعنی از تعامل انسان‌ها نشأت گیرند، از بالا تحمیل شوند. به نظر میشل عفلق، بنیان‌گذار حزب و پدر فکری آن، در لوای آزادی است که امکان مبارزه و اعتراض به توده‌های مردم داده می‌شود.
3. سوسیالیسم: سوسیالیسم بعثی برداشت خاصی از سوسیالیسم است که با آنچه در غرب از آن یاد می‌شود، متفاوت است. با وجود این، اندیشمندان اوّلیّهٔ بعثی علاقهٔ خاصی به مارکسیسم داشتند. عفلق مخالف بود که ماتریالیسم دیالکتیک تنها حقیقت و نیروی محرک تاریخ است. سوسیالیست‌های بعثی تأکید داشتند که مارکس و مارکسیست‌های غربی جنبهٔ معنوی و روحانی انسان را فراموش کرده‌اند. میشل عفلق این نوع خاص سوسیالیسم را سوسیالیسم عربی می‌نامید و معتقد بود تعالیم و اصلاحات محمد (اسلام) بیانگر سوسیالیسم عربی اصیل بوده است. سوسیالیسم در نگاه او که یک مسیحی بود، چیزی جز عدالت نبود و پیامبر اسلام هم نماد عدالت بود و هم عقلانیت و فرزانگی. حزب بعث نیز در زمان کنونی راه دیگری را برای تحقق عدالت می‌گشاید که در امتداد همان راه پیامبر اسلام است. سوسیالیسم در گفتمان بعثیسم ابزاری لازم برای دستیابی به دوره‌ای از رنسانس (باززایی) عربی و دوره‌ای از مدرن شدن است و سوسیالیسم نظامی بود که مردم را از بردگی نجات می‌داد و آن‌ها را تبدیل به افرادی مستقل می‌کرد. به‌طور خلاصه، برای تحقق آزادی و وحدت، امت عربی به سوسیالیسم نیاز داشت.

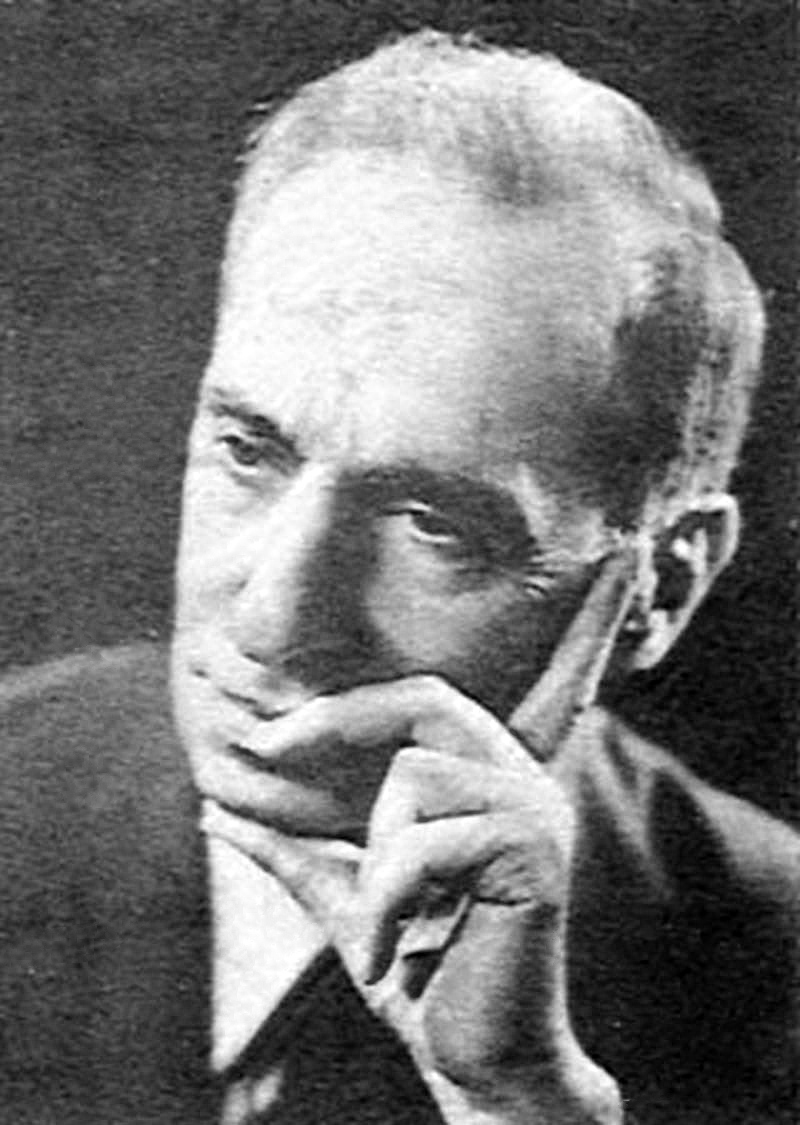
میشل عفلق

## بعثیسم و اسلام
تسلط اندیشه‌های میشل عفلق که یک مسیحی ارتدوکس بود و رواج ملی‌گرایی و سوسیالیسم به عنوان «ایدئولوژی زمان» مانع از آن شد که هرگز اسلام به عنوان نقطهٔ مرکزی بعثیسم مطرح شود. به‌طور کل، دیدگاه بعثیسم نسبت به حکومت، دیدگاهی سکولار است و استفادهٔ افرادی چون صدام حسین از امتیاز اسلام، بیشتر استفاده‌ای ابزاری به منظور همراه کردن بیشتر اعراب است. در چنین گفتمانی، اسلام به عنوان امتیاز عرب بر غیرعرب تلقی می‌شود. از این منظر، اسلام یک جنبش عربی بود که مفهوم آن عبارت بود از تجدید حیات و تکامل عربیسم. در یک‌کلام، در ایدئولوژی بعث اسلام یک پدیدهٔ تمدّن عربی است.